# هرمان رورشاخ
هيرمان رورشاخ (بالألمانية: Hermann Rorschach) في (8 نوفمبر 1884 – 1 أبريل 1922) طبيب نفسي سويسري وعالم في المقاييس النفسية اشتُهر من خلال اختبارات رورشاخ.

## نشأته
ولد هرمان رورشاخ في زيوريخ بسويسرا في 8 نوفمبر 1884 من عائلة سويسرية قديمة وهو أكبر اخوته. فقد كان والده رساماً ويعمل مدرساً لمادة الرسم قد قام بتشجيع ابنه في استعمال الرسم من أجل التعبير عن نفسه بالرسم، و في عام 1893م فقد هرمان أباه بعمر التاسعة. أنهى هرمان دراسته في المدرسة الثانوية في شافهاوزن، وقد كان بارعاً في الرسم ومتقناً له حتى أنه تردد في دراسة الرسم أو الطب، ولم يختر الطب إلا بعد نصيحة العالم البيولوجي إرنست هيكل.
تابع رورشاخ دراسته الطبية في مختلف الجامعات وقد اهتم باللغة والأدب الروسي وقضى عطلتي 1906-1910 في روسيا وتزوج سنة 1910 من زميلة روسية اسمها أولدا ستيمبلن وعمل سبعة أشهر في روسيا من ديسمبر 1913 إلى يونيو 1914، ثم ما لبث أن عاد إلى سويسرا وتخصص بعدها في الطب العقلي لما رآه من نشاط دؤوب في العيادة الطبوعقلية بجامعة زيورخ التي كان يديرها يوجين بلولير وفي نفس الجامعة سطع نجم صاحب اختبار تداعي الكلمات وبها تطبق لأول مرة مفاهيم التحليل النفسي على الذهانات. أنجب الرورشاخ ولدين طفل (1917) وبنت (1919) . حصل على دكتوراه الطب سنة 1912 وكان موضوع رسالته ” الهلوسات المنعكسة والظواهر المرتبطة “.
ورغم أنه لم يجرِ تحليل نفسي ذاتي فإنه طبق على مرضاه مفاهيم وطريقة التحليل النفسي واكتسب بذلك خبرة لا يستهان بها في فهم المرض العقلي ضمن إطار التحليل النفسي وانضم إلى جماعة التحليل النفسي في زيورخ بين فترتي 1909-1913 وكانت تضمMaeder- Bins Wanger- Pfister- Bleuler- Jung ونشر مقالات وملاحظات وتقارير في مجلة ” Psychaanalyse Zentrablatteur “، وكان رورشاخ نائباً لرئيسها ومن أهم أعضائهاOberholzer Zulliger وPfister حينها أُدخلت عدة مداخلات على اختباره. بعد رسالته الطبية اهتم بعلم النفس الديني بشكل خاص وفي سنة 1917 انقطع نهائياً إلى اختباره الإسقاطي فألف كتاب: ” التشخيص النفسي ” “Le Psychodiagnostic “.

## وفاته
توفي هرمان رورشاخ بمستشفى هريسو (Herissau) في 1 أبريل سنة 1922م عن عمر ناهز السابعة والثلاثين
بسبب إلتهاب صفاقي و من المرجح حصول ذلك بسبب التهاب الزائدة الدودية.
وكما قلنا من قبل كان رورشاخ رساما بارعا ومفتتنا بالرسم، ولقد اهتم بالكيفية التي يستجيب بها مرضاه لبقع حبر ملونة وكان يقارن إجاباتهم بتلك التي يعبر بها الأشخاص الأسوياء، وتوصل إلى اكتشاف مهم وهو أن الإدراك البصري يتأثر بشخصية الفرد.
فالاستجابات ” اللونية ” مرتبطة بالانبساطية، أما الاستجابات ” الحركية ” فتعود إلى الإنطوائية.
وفي سنة 1917 وضع الرورشاخ لوحات الاختبار الإسقاطي الذي أصبح يحمل اسمه، وفي سنة 1921 نشر كتابه ” التشخيص النفسي ” إن بقع الحبر الرورشاخية ليست فقط امتحان للتحليل بل يمكنها أن تصف بنية الشخصية.
وبدأ اختبار الرورشاخ في الشيوع عالميا حوالي 10 سنوات بعد موت صاحبه ويدرس هذا الاختبار في كل بقاع العالم وكان موضوعا لدراسات وبحوث كثيرة ويقدر ما كتب عنه بـ ” 3000 مطبوعة “.
وساهم كل من:Klopeer- Beck- Oberholzer وRapaport في نشر وتوسيع اختبار الرورشاخ، وفي سنة 1936 تم إصدار مجلة ” الأساليب الإسقاطية وتصنيف الشخصية ” في الولايات المتحدة الأمريكية وكانBeck أحد المساهمين في تأسيسها.
وأسس معهد الرورشاخ سنة 1939 بنيويورك، كما ساهمت عدة محللات نفسانيات وأخصائيات نفسانيات في نشرها الاختبار سواء عند الكبار مثل M. Looslyusteri وCanivet وF. Minkowska أو عند الصغار مثل نينا روش ذي طرونبيرغ (Nina Rausch De Traubenberg) وسيسيل بايزمان.

## مؤلفاته
ألف هارمان رورشاخ 15 كتابا هي:
1. حول الهلوسات الانعكاسية والظواهر المشابهة (1912).
2. سرقة الحصان عند الغروب (1912).
3. الهلوسات الانعكاسية والرمزية (1912).
4. مثال عن مضار ” ذات الرئة ” وتأثيرها على نسيان الأسماء (1912).
5. دراسة عن مرضية وإمكانية إجراء جراحة عن الأورام الصرعية (1912).
6. حول اختبار الأصدقاء عند العصابي (1913).
7. تحليل ” رسم ” لأحد الفصاميين (1913).
8. تعليق تحليلي حول ” رسم ” لأحد الفصاميين (1913).
9. الجمع التجريبي لتقنية التداعي الحر وتقنية التنويم لعلاج فقدان الذاكرة (1917).
10. بعض المعلومات عن تكوين الطرائق الدينية في سويسرا (1917).
11. الجديد عن تكوين الطرائق الدينية في سويسرا (1919).
12. جرائم الشعوذة (1920).
13. التشخيص النفسي (1921).
14. حول استغلال محاولات التفسير التحليلية (1923)بعد وفاته؟.
15. دراسة عن سويسريين مؤسسين لطريقة دينية (1927) بعد وفاته؟ .

## الإرث
في 8 نوفمبر من عام 2013م قام محرك البحث العالمي جوجل بالاحتفال بذكرى ميلاد هرمان رورشاخ ووضع صورة لاختبار رورشاخ الشهير وهو اختبار سيكولوجي لفحص خصائص الشخصية والذكاء ويرتكز على مبدأ الإسقاط وضعه الطبيب النفساني السويسري هرمان رورشاخ.

## روابط خارجية
- هرمان رورشاخ على موقع الموسوعة البريطانية (الإنجليزية)